# 521st Air Mobility Operations Wing
Il 521st Air Mobility Operations Wing è uno stormo di supporto alla mobilità aerea dell'Air Mobility Command. Il suo quartier generale è situato presso la Ramstein Air Base, in Germania.

## Organizzazione
Attualmente, al settembre 2017, esso controlla:
- 521st Air Mobility Operations Group, Naval Station Rota, Spagna
  - 725th Air Mobility Squadron
    - Operating Location A, Moron Air Base, Spagna
    - Operating location B, Base aerea di Sigonella, Italia

  - 728th Air Mobility Squadron, Incirlik Air Base, Turchia
    - Operating Location A, Tel Aviv, Israele
    - Operating Location B, Il Cairo, Egitto

  - 5th Expeditionary Air Mobility Squadron, Al Mubarak Air Base, Kuwait
    - Operating Location Ali Al Salem Air Base, Kuwait

  - 8th Expeditionary Air Mobility Squadron, Al Udeid Air Base, Qatar
    - Operating Location A, Kandahar, Afghanistan
    - Operating location B, Al Mussanah, Oman
    - Operating Location C, Bagram Air Base, Afghanistan
- 721st Air Mobility Operations Group
  - 724th Air Mobility Squadron, Base aerea di Aviano, Italia
  - 726th Air Mobility Squadron, Spangdahlem Air Base, Germania
  - 727th Air Mobility Squadron, RAF Mildenhall, Inghilterra
  - 721st Aerial Port Squadron
    - Operating Location base aerea di Lajes, Azzorre

  - 313th Expeditionary Operations Support Squadron
  - 721st Aircraft Maintenance Squadron